# Xã Scandinavia, Quận Harlan, Nebraska
Xã Scandinavia (tiếng Anh: Scandinavia Township) là một xã thuộc quận Harlan, tiểu bang Nebraska, Hoa Kỳ. Năm 2010, dân số của xã này là 133 người.